# Antoine Dupont
Antoine Dupont, född 16 november 1996, är en fransk rugbyspelare. Han ingick i det franska lag som tog guld i sjumannarugby vid OS 2024 i Paris.